# Поборский, Рафал
Рафал Поборский (пол. Rafał Poborski; род. 6 февраля 1976, Варшава) — польский дипломат.

## Биография
Родился 6 февраля 1976 года в Варшаве. Окончил Институт этнологии и культурной антропологии Варшавского университета. В 2002 году получил степень магистра того же университета со специализацией по исследованию Восточной Европы.
Являлся редактором Польского Информационного Агентства. С 2000 по 2003 год являлся аналитиком отдела России Варшавского центра востоковедения.
С 2003 года работал в МИД Польши. Являлся начальником отдела, заместителем директора МИД Польши. Работал в департаменте Европы, департаменте восточной политики, департаменте безопасности МИД Польши.
С 2010 по 2014 год являлся советником, вице-консулом посольства Польши в Словении.
С февраля 2016 года являлся заместителем директора департамента Средней Азии и Южного Кавказа МИД Польши.
Посол Польши в Азербайджане (2 марта 2020 — 25 июля 2024).
Одновременно являлся послом Польши в Туркменистане (29 мая 2023 — 29 апреля 2025).
Владеет английским, русским и испанским языками.

## Награды
- Серебряный Крест Заслуги (12 декабря 2019, Польша)